# NGC 2381
NGC 2381 ist eine Balken-Spiralgalaxie vom Hubble-Typ SBa im Sternbild Kiel des Schiffs. Sie ist schätzungsweise 130 Millionen Lichtjahre von der Milchstraße entfernt.
Das Objekt wurde am 26. Dezember 1834 von dem Astronomen John Herschel entdeckt.